# Зека Буљубаша
Зека Буљубаша (право име Јован Глигоријевић (око 1785. — Засавица 1813) је један од највећих јунака Првог српског устанка. Имао је чин капетана (буљукбаше) и командовао бећарима. Погинуо је 1813. године у боју на Равњу са читавом својом четом када су, након што им је нестало муниције, напали Османлије ножевима.

## Место рођења и порекло
У литератури се могу наћи различити подаци о његовом месту рођења. Тако Јован Милићевић наводи да је рођен око 1785. у Доману код Невесиња. Други извори наводе да је рођен у Сјеници или Новој Вароши у Старом Влаху такође око 1785. године. Неки извори наводе да је био из Бродца.
Одгајан је код српских и турских трговаца, одакле је научио јахање коња, употребу оружја и турски језик. Школовао се у манастиру. Родитељи су га звали Зека због зелених очију.
Зека је дошао у Смедеревски санџак због избијања Првог српског устанка. Пре устанка живио је у Вишеграду. Прича се да је напустио родно село након што се посвађао са својим блиским пријатељем, Турчином из Невесиња, након што му је причао о убиству Турчина који је хтио да силује удовицу Српкињу, своју комшиницу; пријатељ је рекао Зеки да његова исламска вера не може да гледа преко овога и предложио је двобој оружјем; Зека му је пуцао у раме и одмах отишао од куће у Вишеград. Тада још није имао 20 година.

## Учешће у Првом српском устанку
Зека је прво служио у чети војводе Стојана Чупића у Мачви, а затим је служио као гранична заштита код Дрине (према Босанском ејалету). Обично је био распоређен у Парашници код Црне Баре.
Зека је формирао чету од 50–200 људи, звану Голи синови („Голи синови“, израз за људе без жена и деце) или Голаћи. Иако су имплицирали сиромаштво, војници су касније били богато обучени и наоружани. Зека је са својом четом учествовао и у великим биткама, попут Лешнице и Лознице, али је посебно успешно посматрао турска кретања и пресретане трупе. Након што је добио чин буљубаше/капетана постао је познат у народу као „Зека Буљубаша“.
Њему се придружио одред јужносрбијанаца предвођених Наумом Крнаром. Године 1813. борио се са четом на Дрини. Командовао је четом добровољаца, који су понекад били одевени у сукно, али наоружани најлепшим оружјем. Године 1813. командовао је бригадом (800-1000 војника) у последњој бици Првог српског устанка, Равањској бици. Када је бригади понестало муниције, навалили су на Османлије са ножевима и сви су побијени, код Засавице.

## Наслеђе
Фудбалски клуб у Равњу носи његово име. Душан Баранин је написао два романа о његовом животу, Зеко Буљубаша (1954) и Голаћи (1966). У роману Хајдук Станко Јанка Веселиновића, Зека Буљубаша је један од главних ликова. Такође, његови потомци су Савкићи, названи по брату Савку.

## Галерија
- Споменик у Равњу
- Шема шанца „Боја на Равњу”
- Спомен-плоча
- Спомен-плоча
- Споменик у центру села Равње
- Грм Зеке Буљубаше